# Labadieville
Labadieville ist eine Siedlung auf gemeindefreiem Gebiet im Assumption Parish im US-amerikanischen Bundesstaat Louisiana. Zu statistischen Zwecken ist der Ort zu einem Census-designated place (CDP) zusammengefasst worden. Das U.S. Census Bureau hat bei der Volkszählung 2020 eine Einwohnerzahl von 1.715 ermittelt.

## Geografie
Labadieville liegt im mittleren Südosten Louisianas. Der Ort liegt am südwestlichen Ufer des Bayou Lafourche, einem früheren Mündungsarm des Mississippi. Die geografischen Koordinaten von Labadieville sind 29°50′15″ nördlicher Breite und 90°57′22″ westlicher Länge. Das Stadtgebiet erstreckt sich über eine Fläche von 3,9 km².
Benachbarte Orte von Labadieville sind Chackbay (20 km ostnordöstlich), Thibodaux (14,1 km ostsüdöstlich), Donner (26,2 km südlich), Bayou L’Ourse (23,4 km südwestlich) und Supreme (3,7 km nordwestlich).
Die nächstgelegenen größeren Städte sind Louisianas Hauptstadt Baton Rouge (94,6 km nördlich) und Louisianas größte Stadt New Orleans (106 km östlich) und Lafayette (147 km westnordwestlich).

## Verkehr
Der am Bayou Lafourche entlangführende Louisiana Highway 1 ist die Hauptstraße von Labadieville. Der Louisiana Highway 398 zweigt vom LA 1 ab, verläuft durch die Labadieville und verlässt den Ort in südwestlicher Richtung. Alle weiteren Straßen sind untergeordnete Landstraßen, teils unbefestigte Fahrwege sowie innerstädtische Verbindungsstraßen.
Die nächsten Flughäfen sind der Lafayette Regional Airport (145 km westnordwestlich), der Baton Rouge Metropolitan Airport (107 km nördlich) und der größere Louis Armstrong New Orleans International Airport (87,1 km östlich).

## Bevölkerung
Nach der Volkszählung im Jahr 2010 lebten in Labadieville 1854 Menschen in 707 Haushalten. Die Bevölkerungsdichte betrug 475,4 Einwohner pro Quadratkilometer. In den 707 Haushalten lebten statistisch je 2,62 Personen.
Ethnisch betrachtet setzte sich die Bevölkerung zusammen aus 78,9 Prozent Weißen, 18,5 Prozent Afroamerikanern, 0,7 Prozent amerikanischen Ureinwohnern, 0,1 Prozent Asiaten, 0,3 Prozent Polynesiern sowie 0,9 Prozent aus anderen ethnischen Gruppen; 0,8 Prozent stammten von zwei oder mehr Ethnien ab. Unabhängig von der ethnischen Zugehörigkeit waren 2,3 Prozent der Bevölkerung spanischer oder lateinamerikanischer Abstammung.
23,7 Prozent der Bevölkerung waren unter 18 Jahre alt, 62,0 Prozent waren zwischen 18 und 64 und 14,3 Prozent waren 65 Jahre oder älter. 50,2 Prozent der Bevölkerung war weiblich.

Das mittlere jährliche Einkommen eines Haushalts lag bei 47.656 USD. Das Pro-Kopf-Einkommen betrug 22.805 USD. 8,8 Prozent der Einwohner lebten unterhalb der Armutsgrenze.